# Unité urbaine de Lalinde
L'unité urbaine de Lalinde est une unité urbaine française centrée sur la ville de Lalinde dans le département de la Dordogne.

## Données globales
Dans le zonage réalisé par l'Insee en 1999, l'unité urbaine (l'agglomération) de Lalinde est composée de deux communes de la Dordogne, dans l'arrondissement de Bergerac.
En 2010, selon l'Insee, l'unité urbaine de Lalinde (code 24201) est composée de cinq communes, toutes situées en Dordogne.
Elle représente le pôle urbain de l'aire urbaine de Lalinde qui s'étendait sur ces cinq mêmes communes. En 2020, la notion d'aire urbaine a été abandonnée et remplacée par celle d'aire d'attraction d'une ville. Lalinde en est dépourvue.
Dans le zonage 2020 de l'Insee, l'unité urbaine (code 24112) est toujours composée des mêmes communes.

## Composition de l'unité urbaine

### Composition 1999
En 1999, l'unité urbaine de Lalinde était composée des deux communes suivantes : Couze-et-Saint-Front et Lalinde.

### Compositions 2010 et 2020
La liste ci-dessous, établie par ordre alphabétique, indique les communes appartenant à l'unité urbaine de Lalinde, selon la délimitation de 2020, avec leur population municipale, issue du recensement le plus récent :
| Nom                  | Code Insee | Statut | Superficie (km2) | Population (dernière pop. légale) | Densité (hab./km2) |
| -------------------- | ---------- | ------ | ---------------- | --------------------------------- | ------------------ |
| Bayac                | 24027      |        | 10,23            | 356 (2022)                        | 35                 |
| Couze-et-Saint-Front | 24143      |        | 8,19             | 715 (2022)                        | 87                 |
| Lalinde              | 24223      |        | 27,7             | 2 936 (2022)                      | 106                |
| Lanquais             | 24228      |        | 14,48            | 501 (2022)                        | 35                 |
| Varennes             | 24566      |        | 4,05             | 460 (2022)                        | 114                |

## Évolution démographique
L'évolution démographique ci-dessous concerne l'unité urbaine selon le périmètre défini en 2020.
| 1968  | 1975  | 1982  | 1990  | 1999  | 2006  | 2011  | 2016  | 2022  |
| ----- | ----- | ----- | ----- | ----- | ----- | ----- | ----- | ----- |
| 5 428 | 5 314 | 5 034 | 5 042 | 4 948 | 5 037 | 5 050 | 4 831 | 4 968 |

Histogramme

(élaboration graphique par Wikipédia)